# Иордания на летних Олимпийских играх 1992
Иордания принимала участие в Летних Олимпийских играх 1992 года в Барселоне (Испания) в четвёртый раз за свою историю, но не завоевала ни одной медали. Сборная страны состояла из 4 спортсменов (3 мужчин, 1 женщина), которые выступили в соревнованиях по лёгкой атлетике, стрельбе и настольному теннису.